# El Montmell
El Montmell – gmina w Hiszpanii, w prowincji Tarragona, w Katalonii, o powierzchni 72,33 km². W 2011 roku gmina liczyła 1511 mieszkańców.